# 國產建材實業
國產建材實業是臺灣的預拌混凝土公司之一，以製造水泥製品起家，是國產實業集團的核心公司。

## 發展沿革

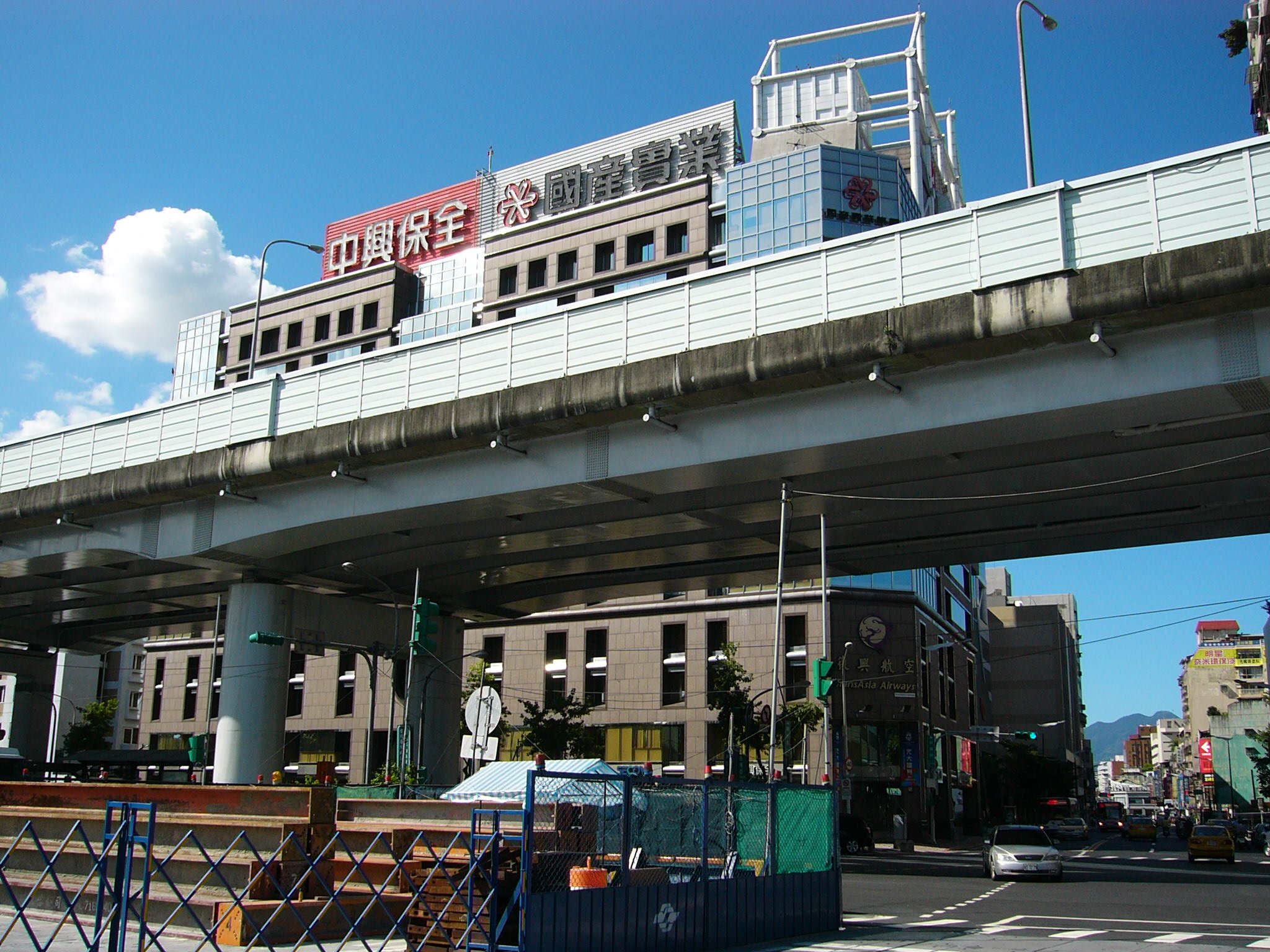
國產實業大樓

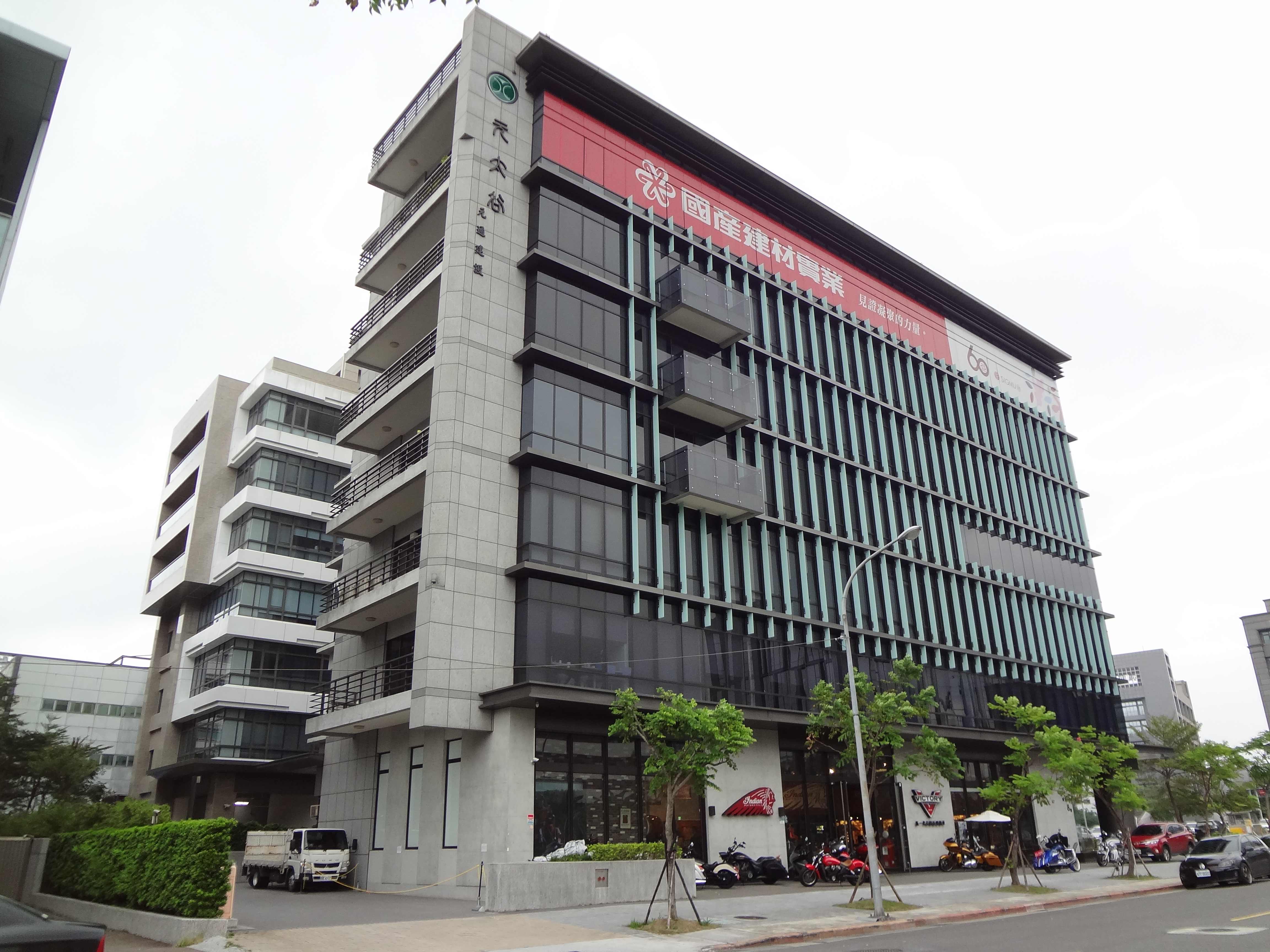
國產建材實業總部位於元太谷商業大樓7樓

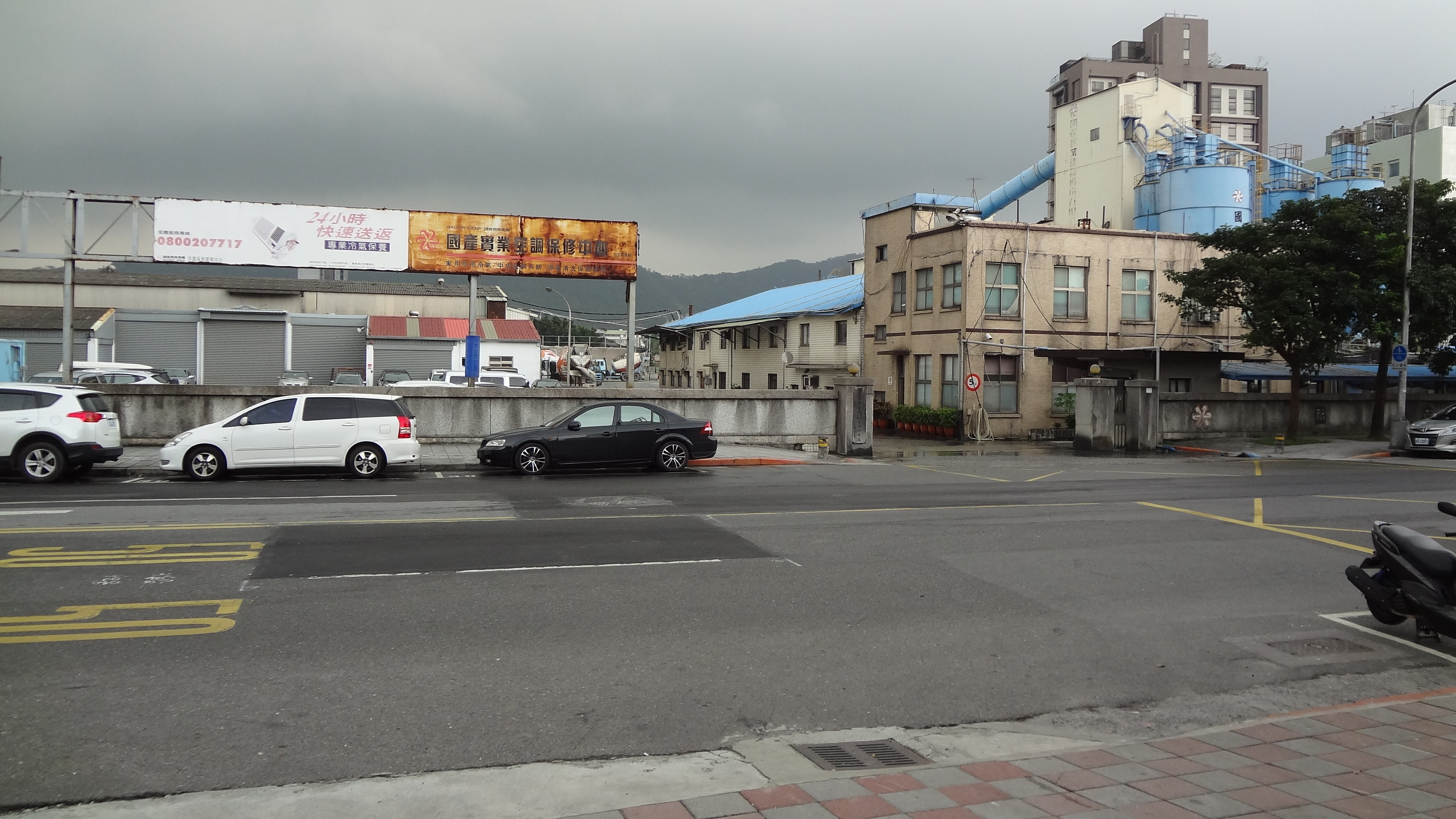
國產建材實業台北廠

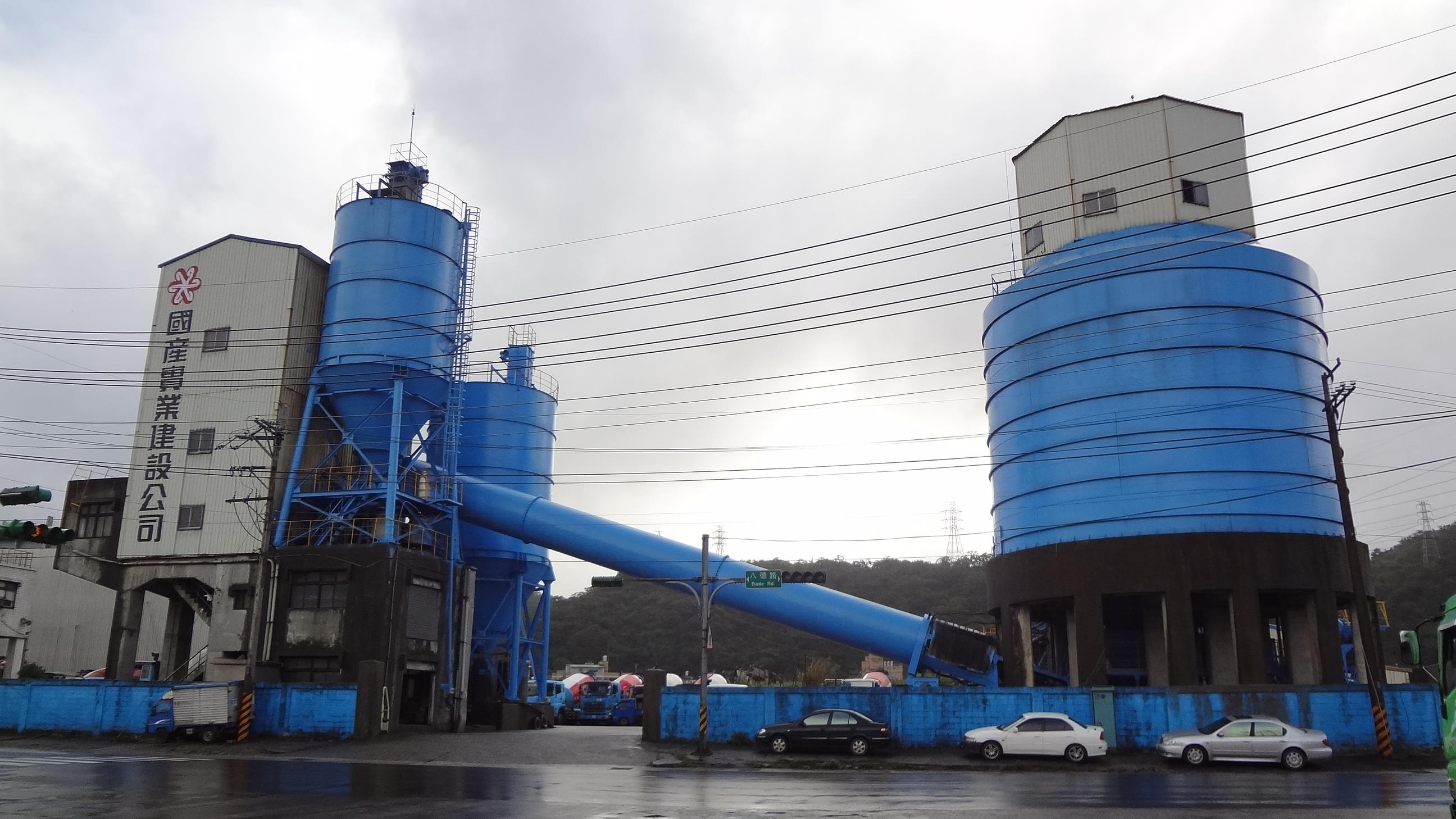
國產建材實業基隆廠

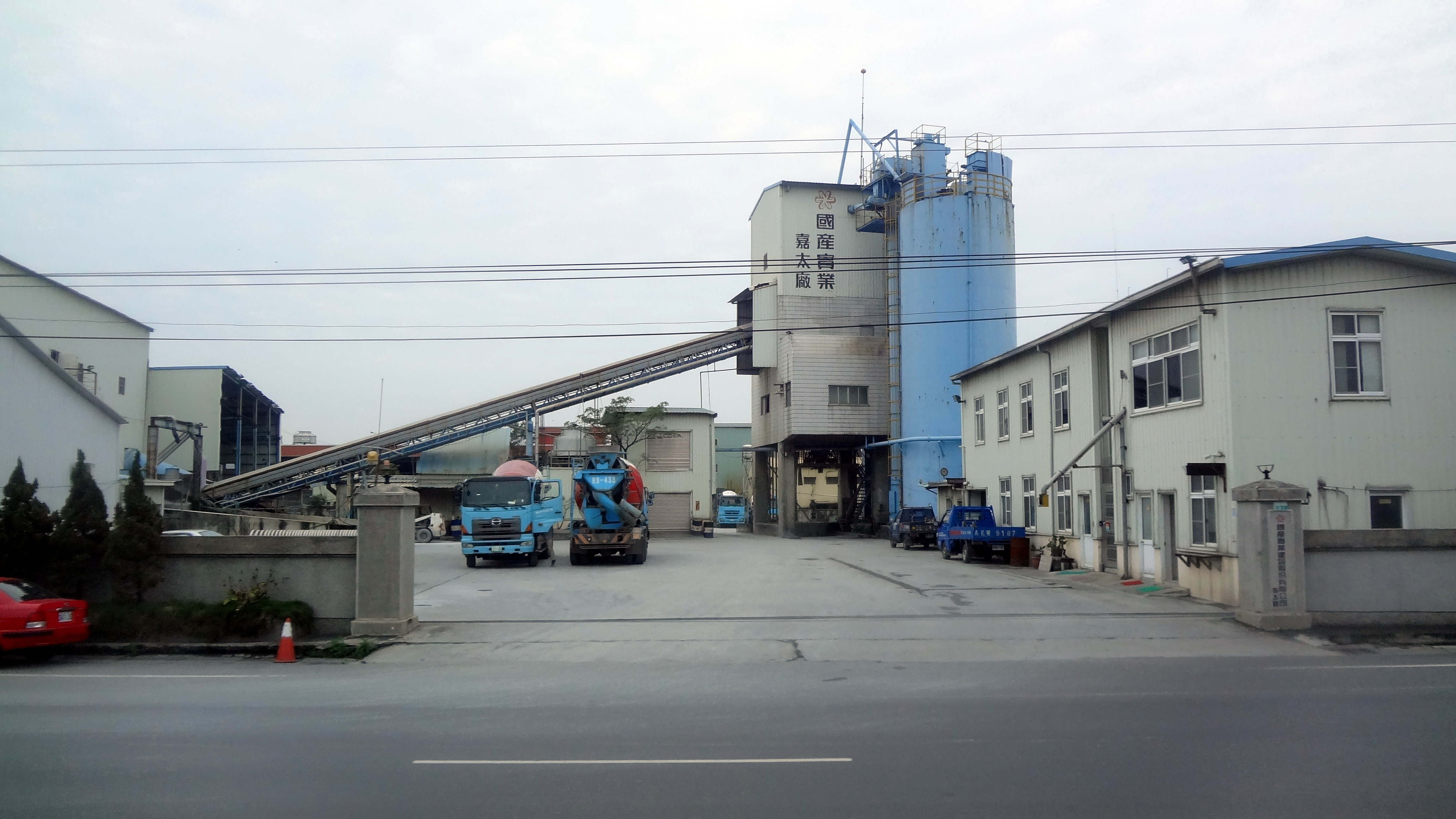
國產建材實業嘉太廠

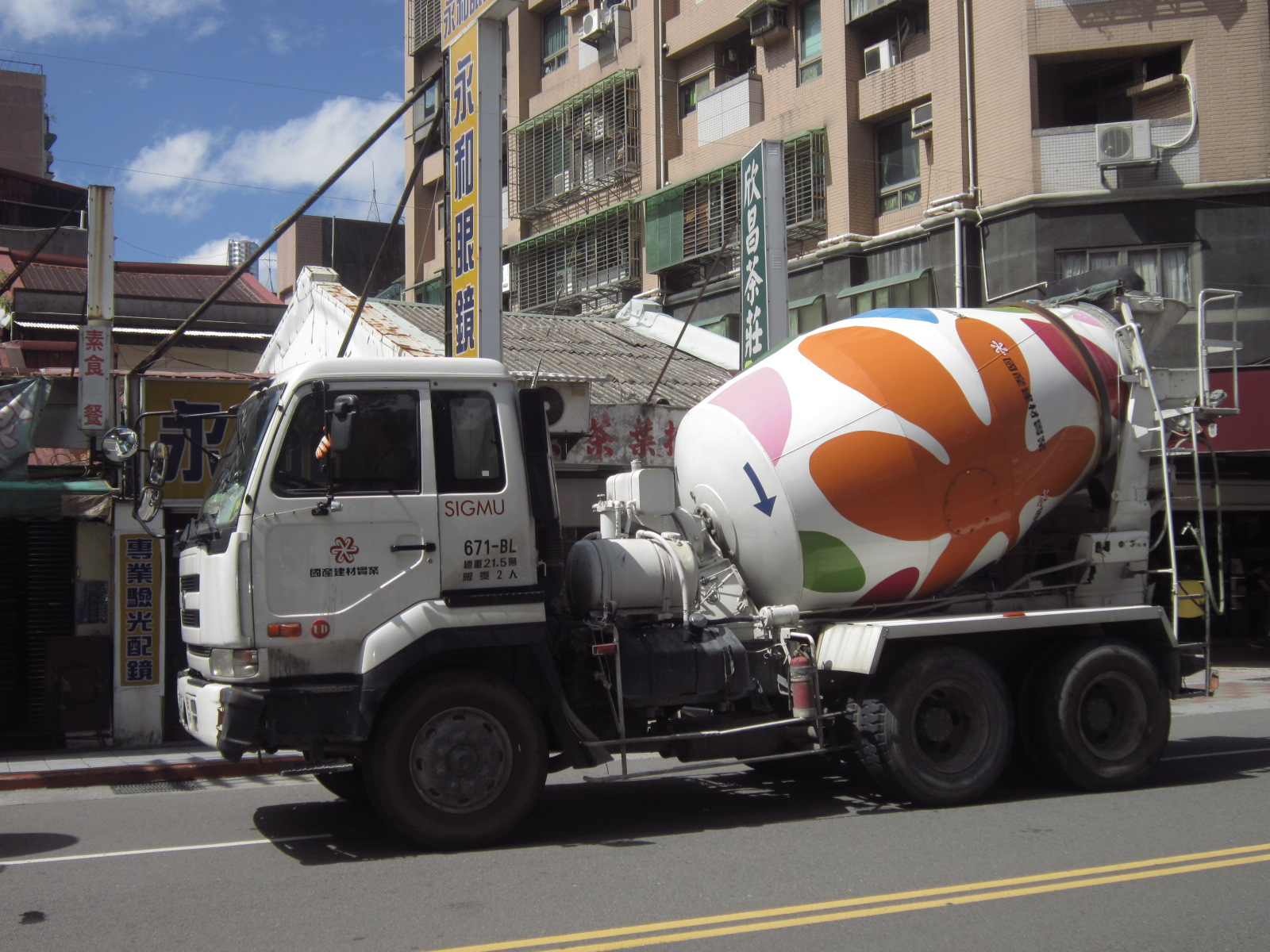
國產建材實業水泥攪拌車

1954年11月，林燈在台北市南港區南港路三段33號創立「國產水泥加工廠」，主要製造電線桿、基樁等水泥製品。1969年，國產水泥加工廠改組為「國產實業建設股份有限公司」（Goldsun Development & Construction Co., Ltd.），同時增設營建部門。1977年，國產實業建設與日本SECOM合資設立中興保全。1978年，國產實業建設在台灣證券交易所股票上市，股票代號2504。1983年，國產實業建設投資復興航空與台灣史谷脫紙業。1984年，國產實業建設投資「惠普股份有限公司」。1986年，國產實業建設承購苗栗縣竹南鎮「中國石棉瓦工廠」（入主後改為國產實業建設竹南廠），另投資鼎康證券。1991年，國產實業建設發行第一次轉換公司債，國產實業建設總部遷至台北市大同區鄭州路139號（國產實業大樓）。1998年，台塑關係企業、大眾商業銀行、國產實業建設與美國西南貝爾電訊合資成立泛亞電信。1999年，國產實業建設與英國CAPE Calsil Group合資成立「國浦股份有限公司」。2003年，國產實業建設在蘇州創立「國產實業（蘇州）混凝土有限公司」。2004年，國產實業建設創立「國產實業（常熟）混凝土有限公司」、「國產實業（蘇州）混凝土有限公司預制構建分公司」、「太倉港國產實業混凝土有限公司」、「國產實業（蘇州）新興建材有限公司」、「國產實業（吳江）混凝土有限公司」、「昆山國產實業混凝土有限公司」。2005年，國產實業建設在福建省龍岩市永定縣創立「國產實業（福建）水泥有限公司」。2007年，國產實業建設在湖南省婁底市漣源市創立「國產實業（湖南）水泥有限公司」。2009年，台北港第二散雜貨儲運中心BOT案完成簽約，國產實業建設負責台北港第二散雜貨儲運中心之興建及營運。
1992年，林燈過世，其長子林嘉政接任國產實業建設董事長。2000年11月27日，國產實業建設與復興航空分別召開董事會，通過林嘉政辭任國產實業建設董事長與復興航空董事長，林燈次子林孝信接任國產實業建設董事長。2013年6月11日，國產實業建設召開股東會，林孝信長子林明昇接任董事長，林孝信次子林建涵接任副董事長。
2013年中，國產實業建設總部遷入臺北市內湖區新湖一路8號7樓（元太谷商業大樓）。2014年2月，國產實業建設成立「睿信建設股份有限公司」。
2014年9月5日，國產實業建設宣布，因應經營策略轉型，即日起品牌名稱改為「國產建材實業」，同時啟用「創新混凝土展示中心」。2015年6月23日，國產實業建設經臺北市政府核准，變更公司名稱為「國產建材實業股份有限公司」（Goldsun Building Materials Co., Ltd.）。
2016年10月14日，國產建材實業啟用台北港第二散雜貨儲運中心。

## 分廠

### 北北基地區
- 台北廠（台北市南港區）
- 台港廠（新北市八里區商港路）
- 基隆廠（基隆市七堵區）
- 汐止廠（新北市汐止區）
- 土城廠（新北市土城區）
- 八里廠（新北市八里區）
- 林口廠（桃園市龜山區）

### 花蓮地區
- 花蓮廠（花蓮縣吉安鄉）

### 桃竹苗地區
- 中壢廠（桃園市平鎮區）
- 桃園廠（桃園市八德區）
- 蘆二廠（桃園市蘆竹區）
- 新竹廠（新竹市香山區）
- 東大廠（新竹市北區）
- 竹北廠（新竹縣竹北市）
- 苗栗廠（苗栗縣銅鑼鄉）

### 台中地區
- 台中廠（台中市南屯區）
- 太平廠（台中市太平區）

### 雲嘉南地區
- 嘉太廠（嘉義縣太保市）
- 嘉義廠（嘉義縣民雄鄉）
- 斗南廠（雲林縣斗南鎮）
- 台南廠（台南市永康區）
- 新市廠（台南市善化區）
- 仁德廠  (台南市仁德區)

### 高雄地區
- 大湖廠（高雄市湖內區）
- 高雄廠（高雄市左營區）
- 仁武廠（高雄市仁武區）
- 鳳山廠（高雄市大寮區）
- 小港廠（高雄市小港區）
- 岡山廠（高雄市岡山區）

## 關係企業
- 國興衛視
- 國興水泥
- 國雍營造
- 惠普公司
- 國砂公司
- 華亞開發
- Great Smart Ltd.
- Goldsun International Development Corp.
- 瓏山林企業

## 外部連結
- 國產建材實業（页面存档备份，存于）